# Negombo jogashimensis
Negombo jogashimensis är en svampdjursart som först beskrevs av Tanita och Kazuo Hoshino 1990.  Negombo jogashimensis ingår i släktet Negombo och familjen Heteroxyidae. Inga underarter finns listade i Catalogue of Life.